# 謝法阿特利

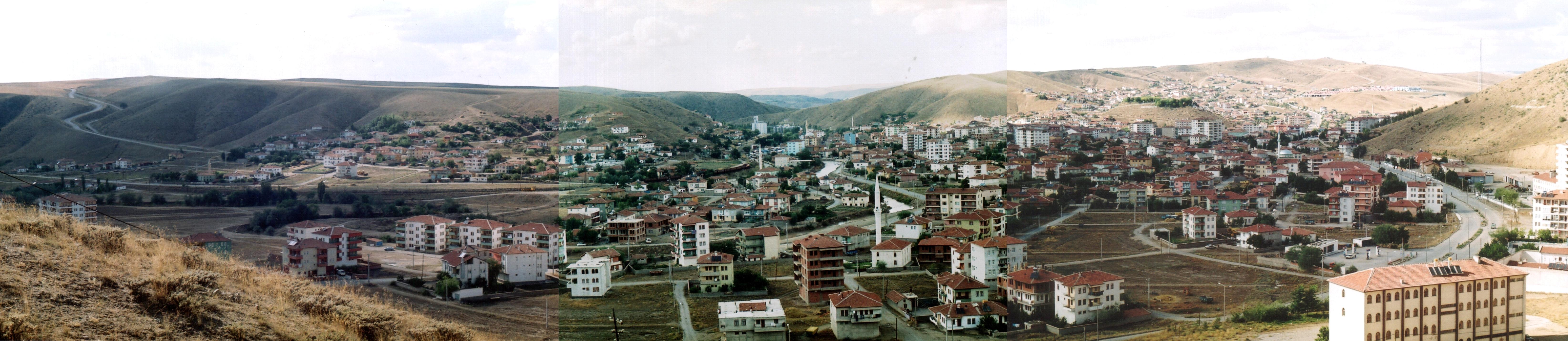
A panoramic view of Şefaatli

謝法阿特利是土耳其的城鎮，由約茲加特省負責管轄，位於該國中部，距離首府約茲加特41公里，面積1,870平方公里，海拔高度957米，受大陸性氣候影響，2011年人口9,996。

## 外部連結
- Şefaatli （土耳其文）
- District municipality's official website （土耳其文）
- General information,pictures on Şefaatli and pictures, live webcam and radio （土耳其文）
- General information on Şefaatli （土耳其文）

39°30′06″N 34°45′08″E / 39.50167°N 34.75222°E